# God Save the King
God Save the King ("Gud bevare kungen") är en sång som är de facto nationalsång för Storbritannien och med officiell status i flera samväldesriken. 
När den brittiska monarken är en drottning ersätts King med Queen ("kung" med "drottning"), och alla he/him med she/her ("han/honom" med "hon/henne").
När sången sjungs, då sjunger monarken inte, eftersom sången är en bön för vederbörande. Monarkens gemål sjunger dock. Är en av världens kändaste nationalsånger.

## Historik
Sången började sjungas offentligt år 1745. Storbritannien är det första landet där en sång blev etablerad som nationalsång eller kungssång vid högtidliga tillfällen. Bruket spred sig till resten av Europa. 
En svensk översättning är "Bevare Gud vår kung" från 1805 av Abraham Niclas Edelcrantz; den sjöngs i sextio år som svensk folksång (nationalsång). Johan Olof Wallin skrev 1837 även texten Vivant Westmannias till Västmanlands-Dala nation på samma melodi.
"God Save the King" (alternativt "God Save the Queen" när monarken är kvinna) är nationalsång för Storbritannien och de brittiska kronbesittningarna, en av Nya Zeelands två nationalsånger sedan 1977, och kungssång för de flesta länderna i Brittiska samväldet. Upphovsmannen till låten är okänd och den kan ha sitt ursprung i en gregoriansk sång, men sången har ibland tillskrivits kompositören John Bull.

## Melodins användning i olika patriotiska sånger
I länder som inte ingår i det brittiska samväldet, har hymnen "God Save the King" utgjort grunden för olika patriotiska sånger, även om de fortfarande i allmänhet är kopplade till kunglig ceremoni. Melodin fortsätter att användas för Liechtensteins nationalsång, "Oben am jungen Rhein", och Wergelands översättning till norska från 1841 är fortfarande Norges kungssång med titeln "Gud sign vår konge god!", "Kongesangen". Melodin används även för den amerikanska patriotiska sången "My Country, 'Tis of Thee" (även känd som "America"). För nationalsången "Heil dir im Siegerkranz" från Tyska riket från 1871 till 1918 används melodin. Dessutom användes den till "The Prayer of Russians", Rysslands kejserliga hymn från 1816 till 1833. I Schweiz är den känd som "Rufst du, mein Vaterland".
Utöver den första versen, som är konsekvent, har "God Save the King" många historiska och bevarade versioner. Sedan den första publiceringen har olika verser lagts till och tagits bort och fortfarande innehåller olika publikationer olika urval av verser i olika ordningsföljd. I allmänhet sjungs bara en vers. Ibland sjungs två verser och vid vissa tillfällen tre.

## Hälsning för monarken
Hela kompositionen är den musikaliska hälsningen för monarken och den kungliga gemålen, medan andra medlemmar av kungafamiljen som har rätt till kunglig hälsning (som Prins av Wales, tillsammans med sin make) får bara de första sex takterna. De första sex takterna utgör också hela eller delar av guvernörshälsningen i vissa andra samväldesländer än Storbritannien (t.ex. i Kanada hälsas generalguvernörer och viceguvernörer vid officiella evenemang med de första sex takterna i "God Save the King" följt av de första fyra och sista fyra takterna i "O Canada"), såväl som den hälsning som gavs till guvernörer i Storbritanniens utomeuropeiska territorier.

## I andrasamväldesriken
Det finns en officiell översättning till franska, eftersom sången är officiell kungssång i det tvåspråkiga Kanada. Sången är kungssång (men inte längre nationalsång) i Australien. "God Save the King" är tillsammans med God Defend New Zealand nationalsång på Nya Zeeland.

## Populärkultur
Punkbandet Sex Pistols har gjort låten med samma namn som "God Save the Queen"; se God Save the Queen (Sex Pistols). Även Jimi Hendrix gjorde en version av sången under sin sista konsert på de brittiska öarna, vid Isle of Wight-festivalen i augusti 1970. På Queens album A Night At The Opera finns en instrumental version av sången.